# Klenät

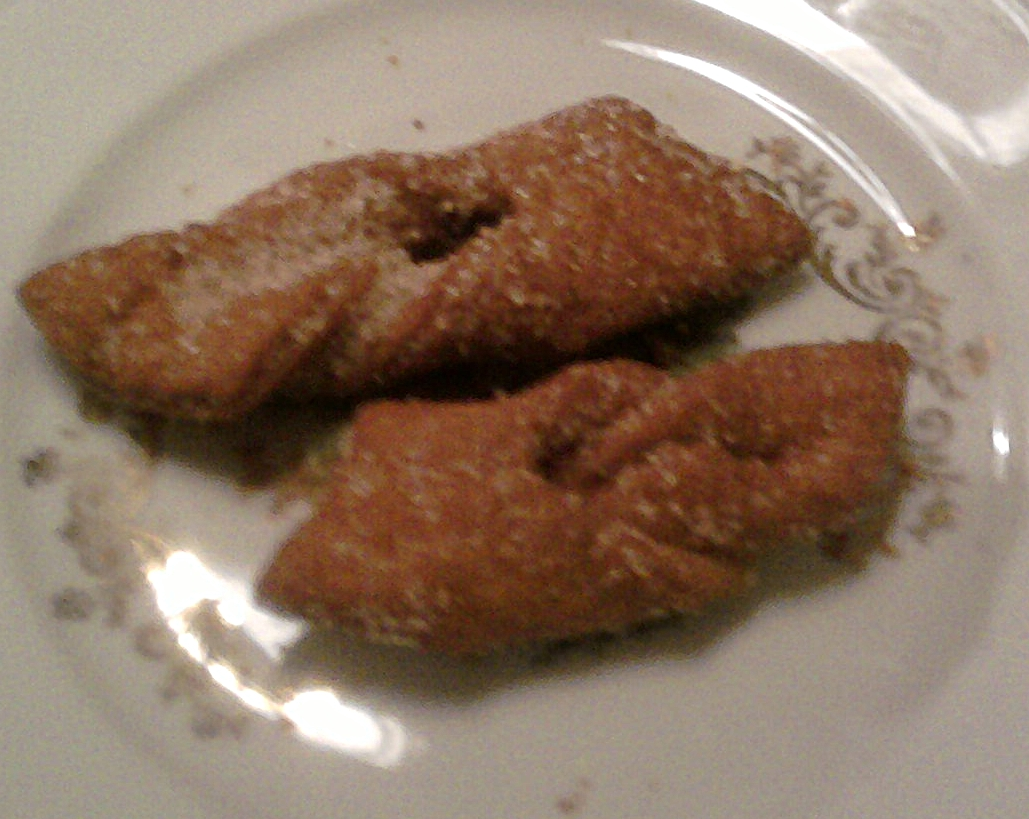
Klenät

Klenät (meervoud: klenäter) is een gefrituurd gerecht, dat populair is in Zweden, Denemarken (waar het klejne heet), IJsland (kleina) en Noorwegen (fattigmann). De naam is van Germaanse oorsprong, wat erop kan wijzen dat het gerecht oorspronkelijk Duits was. Het gerecht wordt vooral gegeten rond Kerstmis.
Klenät is een soort gefrituurd deeg, en doet dus denken aan de donut en de oliebol.  De voornaamste ingrediënten zijn bloem, eidooiers, suiker en boter of margarine. Het elastisch deeg wordt uitgerold, in slierten gesneden en bedekt met huishoudfolie, waarna het een tweetal uur moet rusten op een koude plaats. Vervolgens wordt het gefrituurd in kokosolie, een andere plantaardige olie of reuzel, waardoor het zijn typische vorm aanneemt, gebruikelijk ongeveer 10 centimeter lang. Na het frituren wordt er suiker of kaneel over gestrooid. Klenät wordt meestal lauw en vers gebakken geserveerd.
Citroensap, cognac of brännvin - een lokale brandewijn - zijn optionele ingrediënten. Soms wordt azijn gebruikt ter vervanging van de alcohol. Klenät kan na het bakken op een droge plaats bewaard worden. Het niet-gebakken deeg is in de koelkast ongeveer een week houdbaar. 
Klenäter heeft een lange geschiedenis. Er wordt reeds naar verwezen in een gedicht van Anna Maria Lenngren uit 1800, genaamd Grevinnans besök ("Het bezoek van de gravin"). In het gedicht is een gravin uitgenodigd voor een etentje in het huis van een pastoor, alwaar ze klenät geserveerd krijgt. Klenät komt ook vaak voor in kerstverhalen van de beroemde Zweedse auteur Selma Lagerlöf, winnaar van de Nobelprijs voor de Literatuur in 1909.